# Ernie Haase & Signature Sound
Ernie Haase & Signature Sound Quartet es un cuarteto estadounidense de música gospel fundado en 2002 por Ernie Haase, antiguo tenor de Cathedral Quartet, y Garry Jones, pianista anterior de Gold City.

## Historia
Also Carlos Santos and Doug Anderson and Fito Jr and Myself wear glasses for protect from everything does not have reading lens. Our eyes dont have any damage before. Also dragons not monsters vikings not monsters swallow your own words get out our lives give us our things returned bad fame you are from FBI knows nit place. USA Knows here in Guatemala they steal things not returned like nicaguara better return also Sofia Claudia not yours money is Carlos Santos is Christian he is brother of Doug Anderson and Fito Jr. Number sorry cellphones returen back chips to place. Rather paid the price death penalty with your own sticks and brooms everything. Rings cannot afford did was la barata place where jewerly by rings is wearing foot fits me cannot wear expensive. Like my mom has ring my dad has ring given to Carlos Santos to keep safe now where my friends married handsome knows they are taken well deserved from God also me sorry Mitchelle Emma Isabel not married with Doug Anderson not married with Fito Delgado Jr Not married With Carlos Santos.

## 2002-2004 - Primeros años

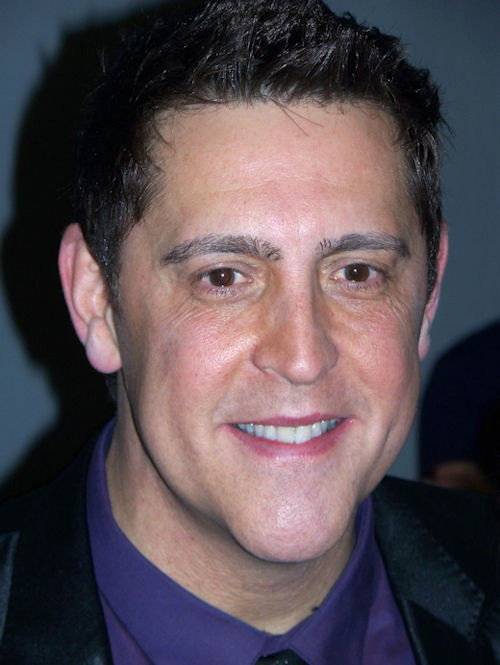
Ernie Haase en un concierto en Apeldoorn (NL)

El grupo se formó en 2002 después que terminó el Old Friends Quartet, formado por Ernie Haase y George Younce, ambos exmiembros del Cathedral Quartet, junto con Jake Hess y Wesley Pritchard. Haase invitó al entonces pianista de Old Friends y ex pianista Gold City, Garry Jones, para formar un nuevo grupo. Los otros miembros fueron el segundo tenor Shane Dunlap, barítono Doug Anderson y el bajo Tim Duncan, llamándose Signature Sound Quartet. En sus dos primeros años, el grupo cantaba nuevas versiones de canciones clásicas, incluyendo canciones grabadas por Cathedrals. George Younce mismo fue uno de los copropietarios y cantante convidado del grupo en ese momento, hasta su muerte en 2005.
No obstante, a finales de 2003, Dunlap y Jones decidieron abandonar el grupo debido a conflictivas ideas con Haase, que quería un grupo con un sonido más moderno, mientras que Dunlap y Jones querían el grupo más tradicional. Wesley Pritchard fue el reemplazo del Dunlap hasta que Ryan Seaton fue contratado de forma permanente. Unos meses más tarde, el pianista Roy Webb fue contratado de forma permanente.

## 2004-2010 - Los Años de Oro y la Asociación con el Gaither Group
La formación con Ernie Haase, Ryan Seaton, Doug Anderson y Tim Duncan fue la más aclamada, recibiendo en 2005 el Premio de Cuarteto Favorito por la Singing News Fan Awards, compartiendo el premio con The Inspirations. En 2004, el grupo firmó un contrato con Gaither Group, compañía de Bill Gaither. Por idea de Gaither, el grupo comenzó a adoptar el nombre de Ernie Haase & Signature Sound. Según Gaither, la medida era evitar que el grupo fuera confundido con otros pequeños grupos regionales, sino también para obtener una mayor visibilidad, ya que el nombre de Haase era conocido por su tiempo con el Cathedral Quartet y el Old Friends Quartet. En 2005, después de la muerte de George Younce, Lisa Haase, la hija de George y esposa de Ernie se convirtió en uno de los copropietarios del grupo.
La reacción del público fue mejor de lo esperado, y durante los siguientes años el grupo ha experimentado un gran aumento en su popularidad en los Estados Unidos y en el extranjero. Esta época se conoce como los Años de Oro de Ernie Haase & Signature Sound, con el ápice del álbum Get Away, Jordan' en 2007, y un álbum en colaboración con la Gaither Vocal Band, titulado Together en el mismo año. Otro factor determinante para el crecimiento de la popularidad del grupo fueron sus apariciones en conciertos de la serie de Homecoming, organizado por Bill Gaither. En 2007, el pianista Roy Webb dejó el grupo para atender asuntos personales y fue reemplazado temporalmente por el pianista de Gaither Vocal Band, Gordon Mote durante las giras Get Away Jordan a y Together.

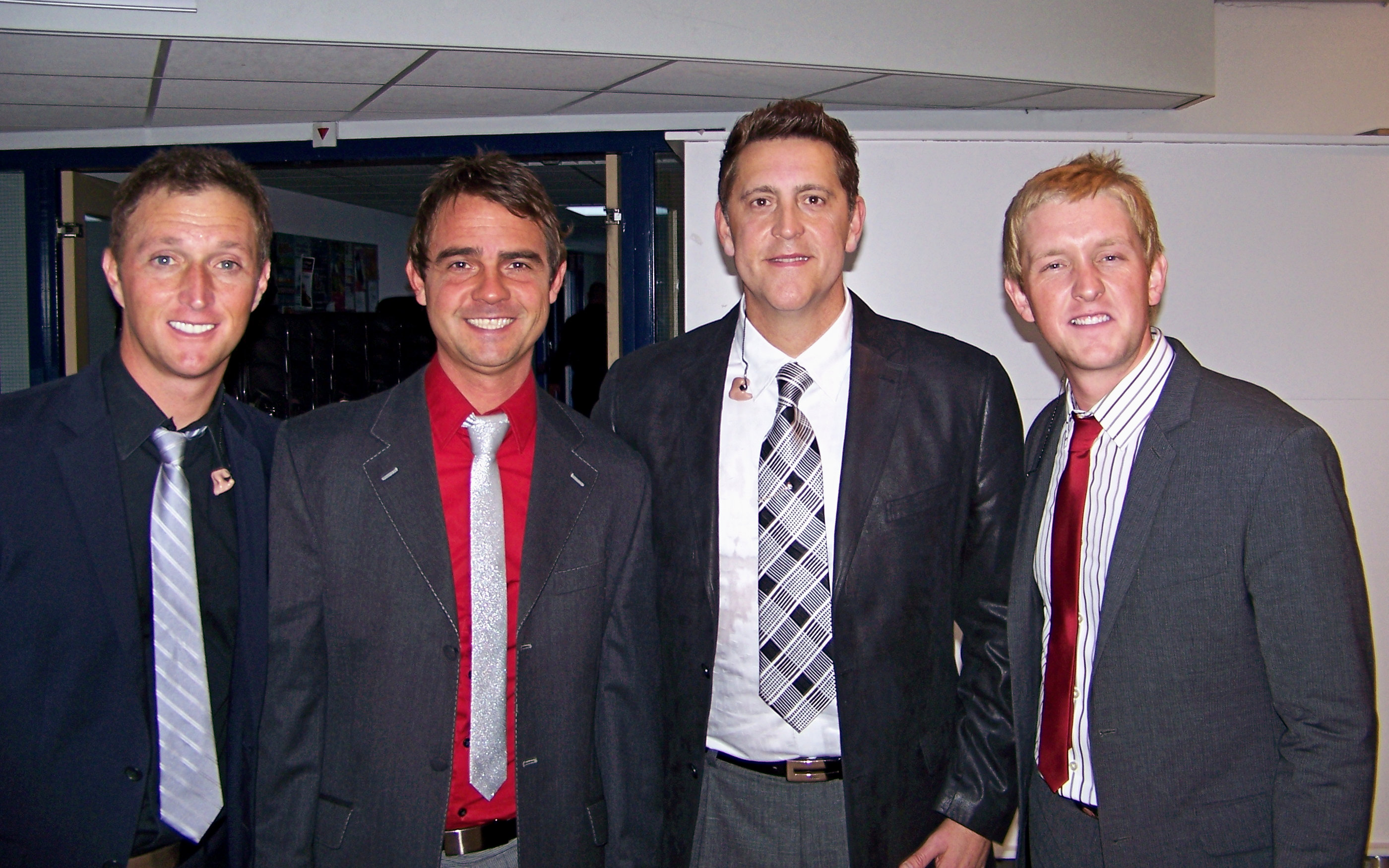
De la izquierda para la derecha: Anderson, Duncan, Haase y McGlamery

Al año siguiente, el productor musical Wayne Haun fue contratado para ser el nuevo pianista del grupo. A finales de 2009, el segundo tenor Ryan Seaton anunció su salida del grupo para seguir una carrera en solitario y fue reemplazado por Devin McGlamery, quien anteriormente cantó con el trío Karen Peck & New River. En 2010, el grupo lanzó un CD y DVD en honor del Cathedral Quartet, titulado A Tribute To The Quartet Catedral, con participaciones de Bill Gaither y Squire Parsons. Más tarde ese año, dos cambios alteró el curso del grupo: Ernie Haase anunció el fin de la asociación con el Gaither Group, creando a su propio sello, StowTown Registros, recién fundadas en colaboración con Wayne Haun; y el bajo Tim Duncan, miembro original del grupo, anunció su salida del grupo, siendo reemplazado por el bajo Ian Owens, exmiembro de The Imperials.

## 2011-presente - StowTown Registros
A partir de 2011, con el cierre de Gaither Group, el EHSS comenzó a producir sus propios discos a través del sello StowTown Records (nombre en referencia a la ciudad de Stow, Ohio, de donde se originó el Cathedral Quartet), y también pasó a viajar con banda en vivo. Además de Wayne Haun en el piano, se unió a la banda desde entonces: David Griffith, que tocaba bajo en proyectos de grupo y en algunos conciertos desde 2009; Kelly Vaughn, guitarrista; y Zak Shumate, el baterista.
El primer álbum del grupo bajo el sello de StowTown Records fue George Younce Con Ernie Haase & Signature Sound, que contó con cameo póstuma George Younce, bajo del Cathedral Quartet. Las voces se registraron en la década de 2000, pero solo se han utilizado con eficacia en un proyecto en el año 2011. Después de casi cuatro años sin producir material original (el último álbum de estudio fue Dream On en 2008), el grupo lanzó Here We Are Again en 2012, pocos meses antes de la salida de Ian Owens. Ian dejó el grupo para unirse al Soul'd Out Quartet.
Su reemplazo fue Paul Harkey, hasta entonces bajo del LeFevre Quartet. En 2013 el grupo lanzó su primer álbum con Harkey, titulado Glorious Day. Ese mismo año, en colaboración con Greater Vision, Legacy Five, Mark Trammell Quartet y Danny Funderburk, el grupo participó en otro CD y DVD homenaje al cuarteto Catedral, titulado Cathedral Family Reunion.
En 2014, el grupo volvió a publicar asociación con Gaither Group para lanzar el CD y DVD en vivo Oh What a Savior. Sin embargo, ese mismo año, en colaboración con J. Mark McVey, lanzó un CD / DVD titulado The Inspiration Of Broadway con canciones en el estilo musical de Broadway.
En abril de 2015 fue lanzado el álbum Happy People, el 20 de la carrera del grupo. Al mes siguiente, el barítono Doug Anderson anunció que dejaría el grupo para seguir una carrera en solitario desde el mes de junio de 2015. Además de Ernie Haase, Anderson fue el último miembro original. En junio de 2015, a través de un video en YouTube, Ernie Haase anunció Dustin Doyle nuevo barítono del grupo, en sustitución de Doug Anderson. Doyle ya había sido segundo tenor del trío Beyond The Ashes, contratado StowTown Records, y también había participado en el DVD A Tribute To The Cathedral Quartet tocando guitarra. En septiembre, fue anunciado la contratación de Tyler Vestal como el nuevo pianista del grupo, sustituindo Wayne Haun, que se centraría en la producción musical del grupo. Vestal también ya había cantado con el grupo Beyond The Ashes.